# Partido Independiente Valle del Guadiaro
El Partido Independiente Valle del Guadiaro (PIVG) es un partido político español de ámbito local constituido en el distrito Valle del Guadiaro, perteneciente al municipio de San Roque, provincia de Cádiz. Fue fundado en el año 1994.
El ámbito de actuación del PIVG es el municipio de San Roque y se define como un partido independiente y abierto a todas las ideologías, y no se ubica en ningún lugar concreto del espectro político, si bien hay opiniones externas al partido que lo califican como conservador.
Desde su fundación, el objetivo del PIVG es la autonomía local del distrito Valle del Guadiaro. Es por ello por lo que cosecha la práctica totalidad de sus votos en el distrito Valle del Guadiaro. En primer lugar intentó la constitución de un municipio por vía judicial, siendo desestimada la propuesta así como su recurso. Desde entonces el PIVG busca la creación de una Entidad Local Autónoma para el Valle del Guadiaro.
Desde su primera participación en unas elecciones municipales, en 1995, el PIVG siempre ha tenido representación en el Ayuntamiento de San Roque. Consiguió dos ediles en 1995, 2007 y 2011 y uno en 1999, 2003, 2015 y 2019.
El PIVG nunca había formado parte del equipo de gobierno de San Roque hasta el año 2009, cuando Fernando Palma, del Partido Popular, accedió a la alcaldía. Ocuparon carteras muy importantes dentro del gobierno municipal: Juan Roca fue vicealcalde y jefe del distrito Valle del Guadiaro, y Jesús Mayoral, líder del partido, ostentó la concejalía de Economía y Hacienda.
En las elecciones municipales de 2011 el PIVG mantuvo sus dos concejales. Un pacto tripartito entre el PSOE, el PA y el PIVG permitió a los concejales guadiareños mantener sus carteras bajo la alcaldía del socialista Juan Carlos Ruiz Boix. En 2015 pierden uno de sus dos ediles y dejan de estar en el equipo de gobierno municipal al conseguir la mayoría absoluta el PSOE.